# アロー (ミサイル)

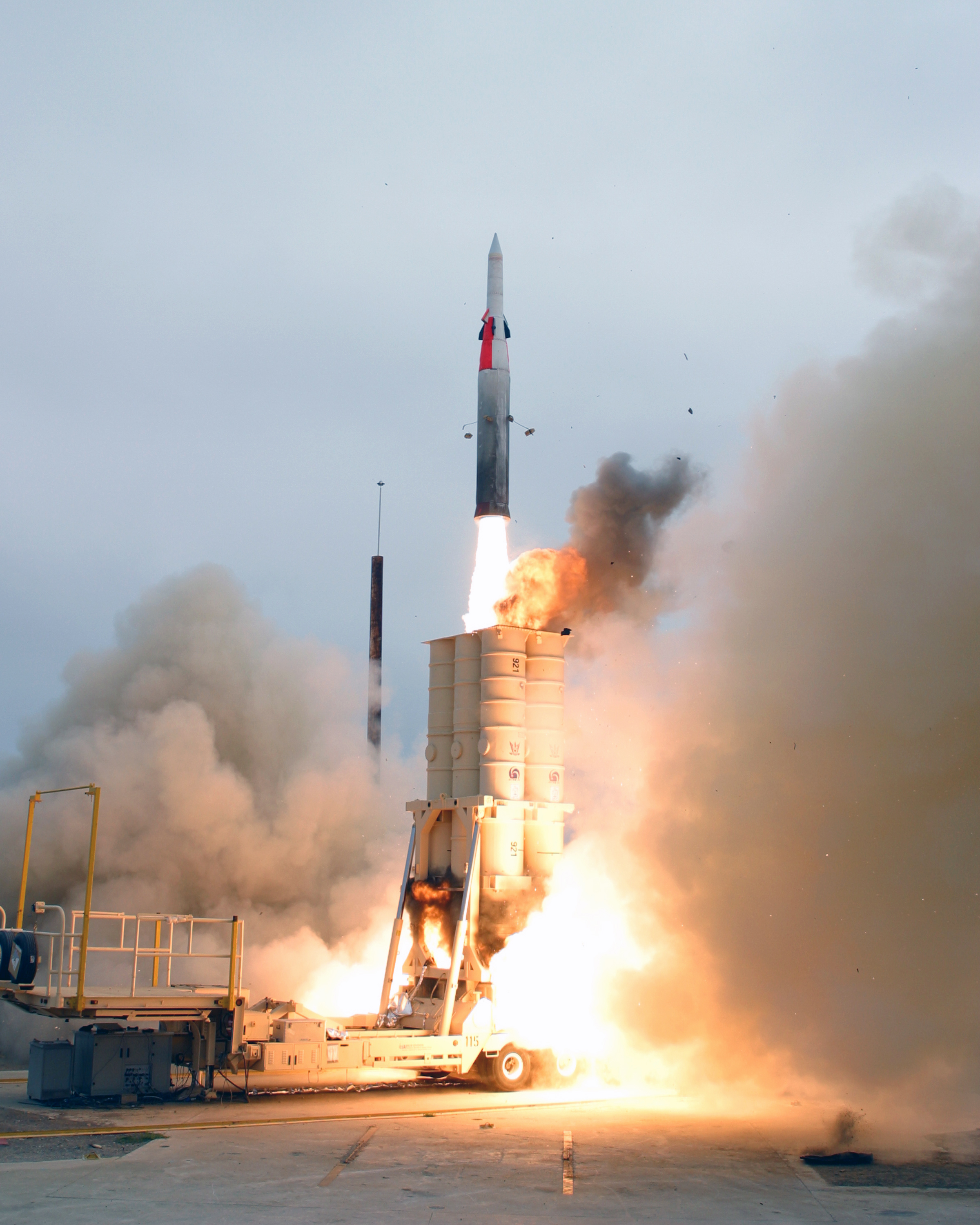
アロー2の発射試験

アロー（Arrow）は、イスラエルの弾道弾迎撃ミサイルである。開発製造の主契約企業はIAI。アメリカ合衆国（米国）の資金および技術援助を受けて開発された。ミサイル発射機、レーダー、射撃管制センターを含めた迎撃システム全体をアロー兵器システム（Arrow Weapon System：AWS）と称する。本項は兵器システムを含めて記述する。

## 概要
アロー1は開発段階で終了し、実際に配備されたのはその発展型であるアロー2およびアロー3である。
アロー2迎撃ミサイルは二段式の固体燃料ロケットモーターで最大速度はマッハ9に達し、飛来する弾道ミサイルを高度10-50kmで迎撃し、終末誘導は赤外線センサおよびアクティブレーダーを併用する。
アロー2システムの各要素はトレーラーによる移動式であり、6連装ミサイル発射機、フェーズドアレイレーダー、射撃管制センターから構成される。フェーズドアレイ式のグリーンパインレーダーは14目標の追尾能力と500kmの捜索範囲を持ち、飛来する弾道ミサイルの追跡・迎撃ミサイルの誘導も合わせて行う。
射撃管制センターはパトリオットミサイル発射システムとの相互運用性を持ち、アローで撃ちもらしたターゲットの弾道データをパトリオットの発射システムに渡して迎撃を引き継がせることが可能となっている。
アロー3は、イランなどがイスラエル攻撃用に配備している中距離弾道ミサイルを大気圏外で撃破できるよう開発された。
アロー4はアロー2の後継であり、2021年に開発が始まった。
アロー5は、2025年2月に開発中であることが初公表された。

## 開発・配備
イスラエルは周辺の中東諸国が配備を進める短・中距離弾道ミサイルに対処する必要から、1986年に弾道ミサイルの迎撃を目的とするミサイルの共同研究を米国と開始し、1988年にイツハク・ラビン国防相は米国との共同開発合意書に調印した。
1990年8月に初の発射実験が行われたが成功せず、その後の試射も失敗が続き、開発は難航した。1991年の湾岸戦争において実際にイラク軍のスカッドミサイルによる攻撃を受けたことは、迎撃ミサイルの開発が促進される大きな契機となる。
1994年6月に迎撃テストに初めて成功。その後アローはミサイル本体を小型化し、性能を向上させたアロー2の開発に移行した。1996年8月にアロー2によって行われた初の迎撃試験は成功し、その後の迎撃試験も標的ミサイルの迎撃に良好な成績を収めた。
2000年3月14日、アロー2を装備した部隊がテルアビブ南郊のパルマヒム空軍基地（Palmahim air force base）に展開された。戦域ミサイル防衛専用に開発された迎撃ミサイルが実戦配備されたのはこれが世界初のことである。その後、イスラエル国内の基地に3つの迎撃部隊が配備されている。
2017年にはアロー3の配備が開始され、イスラエルのミサイル防衛は、最も遠距離をアロー3が、それより近いレンジをダビデスリング（ダビッズ・スリング）を、ハマースなどが国境近くから撃ち込む短距離ロケット砲をアイアンドームを迎撃する体制となった
。
2019年7月、イスラエルミサイル防衛機関はアメリカミサイル防衛局の協力を受けて、アラスカのコディアック打上げ基地でアロー3による大気圏外迎撃試験を実施した。試験は3回実施され、イスラエルミサイル防衛機関は「試験目的は成功裏に達成された」と表明した。
2021年2月18日、イスラエルミサイル防衛機関とアメリカミサイル防衛局が新型のアロー4の開発を開始したと発表された。アロー4はアロー2の後継で、プログラムの主契約者はイスラエル・エアロスペース・インダストリーズとされる。

## 実戦

### 2017年の地対空ミサイルの撃墜
2017年3月17日にイスラエル空軍機に向けシリア防空軍のS-200 (SA-5 ガモン)高高度地対空ミサイルが発射されたことからアロー2においてこれを迎撃、ミサイルを破壊した。成功した理由について、イスラエル側はS-200の飛翔や特徴が弾道ミサイルと酷似していたためと明らかにした。

### 2023年パレスチナ・イスラエル戦争
アロー3が初めて実戦投入され、ハマースを支援するイエメンのフーシ派が、イスラエル南部のエイラート方面へ発射したとみられる弾道ミサイルを撃墜したことをイスラエル軍が2023年11月9日発表した。

### 2024年4月のイランによるイスラエル攻撃
イランから発射された弾道ミサイルに対してアロー2、アロー3が投入され、弾道ミサイルを迎撃した。イスラエル国防軍は迎撃は成功したと発表した。

## 諸元・性能

### アロー2
- 全長：7.0m
- 直径：0.8m
- エンジン：2段式固体ロケット（ブースター/サステナー）
- 発射重量：1,300kg
- 速度：マッハ9
- 迎撃高度：10-50km
- 迎撃半径：90km
- 弾頭：破片効果（指向性）

## 外国への供与
イスラエル政府は2023年8月17日、アメリカ合衆国政府の承認を得て、アロー3のドイツに対する売却が決まったと発表した。ドイツを中心として北大西洋条約機構（NATO）加盟国や中立国などのオーストリアやスイスも参加する欧州防空構想「スカイシールド」の要となる。